# Woodmere (Luizjana)
Woodmere – jednostka osadnicza w Stanach Zjednoczonych, w stanie Luizjana, w parafii Jefferson.